# 245P/WISE
245P/WISE, komet Jupiterove obitelji